# Segunda División de Montenegro 2010-11

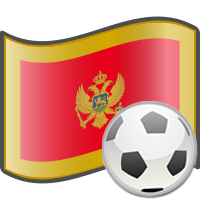
Logo de la página web de Montenegro

La Segunda División de Montenegro 2010-11 fue la quinta edición de la competición con el mismo formato tras la independencia de Montenegro en el 2006. Transcurrió entre el 14 de agosto de 2010 y el 5 de junio de 2011. 
El Fudbalski Klub Bokelj se proclamó campeón y consiguió el ascenso a Primera División para la temporada siguiente junto al Fudbalski Klub Berane que venció en los play-offs por el ascenso al Fudbalski Klub Mornar. El Fudbalski Klun Otrant y el Fudbalski Klub Pljevlja 1997 que finalizaron en penúltima y última posiciones respectivamente descendieron a la Tercera División de Montenegro

## Datos de los clubes
| Equipo                                | Ciudad       | Estadio                          | Capacidad |
| ------------------------------------- | ------------ | -------------------------------- | --------- |
| Fudbalski Klub Bokelj                 | Kotor        | Estadio Pod Vrmcem               | 5.000     |
| Fudbalski Klub Berane                 | Berane       | Gradski Stadion                  | 11.000    |
| Fudbalski Klub Bratstvo Cijevna       | Podgorica    | Estadio Bratstva                 | 200       |
| Fudbalski Klub Čelik Nikšić           | Nikšić       | Estadio Zeljezara                | 1.700     |
| Fudbalski Klub Ibar                   | Rožaje       | Stadion na Bandzovom brdu        | 500       |
| Fudbalski Klub Iskra                  | Danilovgrad  | Stadion Braća Velašević          | 2.000     |
| Fudbalski Klub Jedinstvo Bijelo Polje | Bijelo Polje | Estadio Grandski de Bijelo Polje | 5.000     |
| Fudbalski Klub Jezero Plav            | Plav         | Estadio Pod Racinom              | 5.000     |
| Fudbalski Klub Kom                    | Podgorica    | Stadion Zlatica                  | 3.500     |
| Fudbalski Klub Otrant                 | Ulcinj       | Stadion Olympic                  | 900       |
| Fudbalski Klub Pljevlja 1997          | Pljevlja     | Estadio Gradski de Pljevlja      | 10.000    |
| Fudbalski Klub Zabjelo                | Podgorica    | Stadion Zabjelo                  | 300       |

## Sistema de competición
La Segunda División de Montenegro 2010-11 estuvo organizada por la Federación de Fútbol de Montenegro.
Como en la temporada precedente, contó con un grupo único integrado por doce clubes de toda la geografía montenegrina. Siguiendo un sistema de liga, los doce equipos se enfrentaron todos contra todos en dos ocasiones -una en campo propio y otra en campo contrario- sumando un total de 22 jornadas. El orden de los encuentros se decidió por sorteo antes de empezar la competición. Los emparejamientos de la tercera ronda se fijaron de acuerdo a la clasificación tras las dos primeras rondas, dando a cada equipo un tercer partido contra cada oponente para un total de 33 partidos por equipo.
La clasificación final se estableció con arreglo a los puntos obtenidos en cada enfrentamiento, a razón de tres por partido ganado, uno por empatado y ninguno en caso de derrota. Si al finalizar el campeonato dos equipos igualaron a puntos, los mecanismos para desempatar la clasificación son los siguientes:
1. El que tenga una mayor diferencia entre goles a favor y en contra en los enfrentamientos entre ambos. (Golaverage)
2. Si persiste el empate, se tiene en cuenta la diferencia de goles a favor y en contra en todos los encuentros del campeonato.
3. Si aún persiste el empate, se tiene en cuenta el mayor número de goles a favor en todos los encuentros del campeonato.

Si el empate a puntos es entre tres o más clubes, los sucesivos mecanismos de desempate fueron los siguientes: 
1. La mejor puntuación de la que a cada uno corresponda a tenor de los resultados de los partidos jugados entre sí por los clubes implicados.
2. La mayor diferencia de goles a favor y en contra, considerando únicamente los partidos jugados entre sí por los clubes implicados.
3. La mayor diferencia de goles a favor y en contra teniendo en cuenta todos los encuentros del campeonato.
4. El mayor número de goles a favor teniendo en cuenta todos los encuentros del campeonato.
5. El club mejor clasificado con arreglo a los baremos de fair play.

### Efectos de la clasificación
El equipo que más puntos sumó al final del campeonato fue proclamado campeón de liga y obtuvo el ascenso automático a Primera División, el subcampeón y el tercer clasificado disputaron la ronda de play-offs por el ascenso con el undécimo y décimo clasificados de Primera respectivamente.
Los clasificados en posición 11º y 12º descendieron automáticamente a Tercera División siendo remplazados por los dos equipos que vencieron en la ronda de play-offs por el ascenso a Segunda División.

## Clasificación
| Pos | Equipo                 | PJ | PG | PE | PP | DG  | Pts |
| --- | ---------------------- | -- | -- | -- | -- | --- | --- |
| 1   | F. K. Bokelj           | 33 | 24 | 5  | 4  | +39 | 77  |
| 2   | F. K. Jedinstvo        | 33 | 14 | 11 | 8  | +5  | 53  |
| 3   | F. K. Berane           | 33 | 15 | 6  | 12 | +14 | 51  |
| 4   | F. K. Iskra            | 33 | 12 | 11 | 10 | -1  | 47  |
| 5   | F. K. Bratstvo Cijevna | 32 | 13 | 6  | 13 | +9  | 45  |
| 6   | F. K. Kom              | 33 | 12 | 9  | 12 | +6  | 45  |
| 7   | F. K. Ibar             | 33 | 10 | 14 | 9  | 0   | 44  |
| 8   | F. K. Čelik            | 33 | 11 | 9  | 13 | 3   | 39  |
| 9   | F. K. Jezero           | 33 | 10 | 10 | 13 | -19 | 39  |
| 10  | F. K. Zabjelo          | 33 | 7  | 13 | 13 | -14 | 34  |
| 11  | F. K. Otrant           | 32 | 6  | 12 | 14 | -17 | 27  |
| 12  | F. K. Pljevlja 1997    | 33 | 5  | 10 | 18 | -25 | 25  |

|  | Asciende a Primera División                             |
|  | Clasificación para los play-offs por el ascenso 2010-11 |
|  | Desciende a Tercera División                            |

## Play-offs
El segundo clasificado se mide al penúltimo clasificado de Primera y el tercer clasificado se mide al antepenúltimo clasificado de Primera, los dos equipos que ganen los play offs jugarán en la Primera División de Montenegro 2011-12 y los que los pierdan jugarán en la Segunda División de Montenegro 2011-12.

### F. K. Jedinstvo - F. K. Sutjeska
| 1 de junio de 2011, 17:30 (CEST) | Fudbalski Klub Jedinstvo Bijelo Polje | 0:0 | Fudbalski Klub Sutjeska Nikšić | Estadio Grandski de Bijelo Polje, Bijelo Polje |  |

| 5 de junio de 2011, 17:30 (CEST) | Fudbalski Klub Sutjeska Nikšić | 1:0 | Fudbalski Klub Jedinstvo Bijelo Polje | Estadio Gradski de Nikšić, Nikšić |  |

| Se mantiene por tanto en Primera División Fudbalski Klub Sutjeska Nikšić |

### F. K. Mornar - F. K. Berane
| 1 de junio de 2011, 17:30 (CEST) | Fudbalski Klub Mornar | 1:1 | Fudbalski Klub Berane | Estadio Topolica, Bar |  |

| 5 de junio de 2011, 17:30 (CEST) | Fudbalski Klub Berane | 0:0 | Fudbalski Klub Mornar | Gradski Stadion, Berane |  |

| Asciende a Primera División Fudbalski Klub Berane |

| Pos | Ascienden a Primera División de Montenegro |
| --- | ------------------------------------------ |
| 1º  | F. K. Berane                               |
| 3º  | F. K. Bokelj                               |

| Pos | Descienden a Tercera División |
| --- | ----------------------------- |
| 11º | F. K. Otrant                  |
| 12º | F. K. Pljevlja 1997           |